# 서사하라가시쥐
서사하라가시쥐(Acomys airensis)는 쥐과에 속하는 설치류이다. 아프리카 서부의 건조 지역에서 발견된다.

## 특징
서사하라가시쥐는 큰 귀와 작은 눈 그리고 날카로운 주둥이를 가진 작은 쥐다. 등 쪽의 털은 황갈색이며, 털 각각은 바탕은 회색이고 탈 끝 가까이는 적갈색을 띠며 털 끝은 회색이다. 등 뒷쪽에 나 있는 한 줄의 가시털 때문에 가시쥐라는 일반명이 붙었으며, 나이가 들면 가시털이 등을 따라서 앞 쪽으로 머리까지 퍼진다. 배 쪽의 털은 희고, 옆구리와 명확히 구분된다. 눈 아래와 귀 뒷쪽에 작은 흰 반점이 있다.

## 분포
서사하라가시쥐는 나이저강 북쪽, 모리타니아 남부, 말리, 니제르에서 발견되며, 차드와 서사하라 그리고 알제리 남단 일부 지역에서도 서식하는 것으로 추정된다.

## 서식지
사헬 사바나 생물지리구에서 발견되며 암반 지대에서 서식하지만, 정원 속과 건물에서도 발견되며 나이저 삼각주 내륙의 모래 지역에도 발견된다. 최대 서식 고도는 해발 1000m이다.

## 습성
서사하라가시쥐는 육상 동물로 주로 야행성 생활을 하지만, 일부 낮 시간에 활동한 기록이 있다. 굴을 파기 보다는 오히려 바위 사이의 균열과 틈 속에서 둥지 생활을 하는 것으로 추정된다. 모리타니아 남부에서는 임신한 암컷이 8월과 10월 사이에 발견된다. 많은 곳에서 흔하게 발견되며 쉽게 포획된다. 원숭이올빼미가 서사하라가시쥐의 주요 포식자이다. 꼬리 표면은 쉽게 벗겨진다. 가시생쥐속의 다른 종들처럼 잡식성 동물이지만 주로 식충성 동물이다.

## 분류
이전에는 카이로가시쥐와 동일종으로 간주되었지만 염색체 수에서 차이가 난다. 모로코의 추도우가시쥐와 동일종일 수도 있으며, 만일 그렇다면 이 종의 이름이 우선하므로 정확한 종 학명은 Acomys chudeaui가 된다.